# Temporada 1962-63 de los New York Knicks
La temporada 1962-63 fue la decimoséptima de los New York Knicks en la NBA. La temporada regular acabó con 21 victorias y 59 derrotas, ocupando el último puesto de la división, no logrando clasificarse para los playoffs por tercer año consecutivo.

## Elecciones en elDraft
| Ronda | Puesto | Jugador         | Posición | Nacionalidad   | Universidad         |
| ----- | ------ | --------------- | -------- | -------------- | ------------------- |
| 1     | 2      | Paul Hogue      | Pívot    | Estados Unidos | Cincinnati          |
| 2     | 9      | John Rudometkin | Alero    | Estados Unidos | Southern California |
| 3     | 18     | Bobby Rascoe    | Escolta  | Estados Unidos | Western Kentucky    |
| 4     | 27     | Clifford Luyk   | Alero    | Estados Unidos | Florida             |
| 5     | 36     | Bob Burgess     |          | Estados Unidos | Marshall            |
| 6     | 45     | Ken Stanley     |          | Estados Unidos | Pacific             |
| 7     | 54     | Richie Swartz   |          | Estados Unidos | Hofstra             |
| 8     | 62     | Warren Fouts    |          | Estados Unidos | Oklahoma            |

## Temporada regular
| División Este        | División Este | División Este | División Este | División Este | División Este | División Este | División Este | División Este |
| Equipo               | G             | P             | %             | PD            | Casa          | Fuera         | Neutral       | Div           |
| -------------------- | ------------- | ------------- | ------------- | ------------- | ------------- | ------------- | ------------- | ------------- |
| x-Boston Celtics     | 58            | 22            | .725          | –             | 25–5          | 21–16         | 12–1          | 25–11         |
| x-Syracuse Nationals | 48            | 32            | .600          | 10            | 23–5          | 13–19         | 12–8          | 21–15         |
| x-Cincinnati Royals  | 42            | 38            | .525          | 16            | 23–10         | 15–19         | 4–9           | 20–16         |
| New York Knicks      | 21            | 59            | .263          | 37            | 12–22         | 5–28          | 4–9           | 6–30          |

## Estadísticas
| Rk | Jugador           | Edad | P  | PT | MP   | TC  | TCI  | %TC  | 3P | 3PI | %3P | 2P  | 2PI  | %2P  | TL  | TLI | %TL   | RO | RD | RT   | AS  | RB | TAP | BP | FP  | PTS  |
| 1  | Tom Gola          | 30   | 52 |    | 35.5 | 4.8 | 10.5 | .460 |    |     |     | 4.8 | 10.5 | .460 | 2.3 | 2.9 | .784  |    |    | 7.1  | 4.3 |    |     |    | 3.9 | 12.0 |
| 2  | Richie Guerin     | 30   | 79 |    | 34.3 | 7.5 | 17.5 | .432 |    |     |     | 7.5 | 17.5 | .432 | 6.4 | 7.6 | .848  |    |    | 4.2  | 4.4 |    |     |    | 2.9 | 21.5 |
| 3  | Johnny Green      | 29   | 80 |    | 31.9 | 7.3 | 15.8 | .462 |    |     |     | 7.3 | 15.8 | .462 | 3.5 | 5.5 | .638  |    |    | 12.1 | 1.9 |    |     |    | 3.0 | 18.1 |
| 4  | Willie Naulls     | 28   | 23 |    | 29.4 | 6.7 | 16.3 | .413 |    |     |     | 6.7 | 16.3 | .413 | 3.4 | 4.2 | .813  |    |    | 8.7  | 1.9 |    |     |    | 1.8 | 16.9 |
| 5  | Gene Shue         | 31   | 78 |    | 29.3 | 4.5 | 11.5 | .396 |    |     |     | 4.5 | 11.5 | .396 | 2.7 | 3.9 | .689  |    |    | 2.4  | 3.3 |    |     |    | 2.2 | 11.7 |
| 6  | Bevo Nordmann     | 23   | 26 |    | 28.0 | 4.6 | 9.2  | .502 |    |     |     | 4.6 | 9.2  | .502 | 1.5 | 3.2 | .458  |    |    | 8.9  | 1.5 |    |     |    | 4.1 | 10.7 |
| 7  | Paul Hogue        | 22   | 50 |    | 26.8 | 3.0 | 8.4  | .363 |    |     |     | 3.0 | 8.4  | .363 | 1.6 | 3.5 | .454  |    |    | 8.6  | 0.8 |    |     |    | 4.4 | 7.7  |
| 8  | Gene Conley       | 32   | 70 |    | 22.1 | 3.6 | 9.3  | .390 |    |     |     | 3.6 | 9.3  | .390 | 1.7 | 2.7 | .656  |    |    | 6.7  | 1.0 |    |     |    | 3.8 | 9.0  |
| 9  | Dave Budd         | 24   | 78 |    | 22.1 | 3.8 | 7.6  | .493 |    |     |     | 3.8 | 7.6  | .493 | 1.9 | 2.6 | .748  |    |    | 5.1  | 1.1 |    |     |    | 2.6 | 9.5  |
| 10 | Al Butler         | 24   | 74 |    | 20.1 | 4.0 | 9.1  | .439 |    |     |     | 4.0 | 9.1  | .439 | 1.9 | 2.5 | .770  |    |    | 2.3  | 2.1 |    |     |    | 2.0 | 10.0 |
| 11 | Donnie Butcher    | 26   | 68 |    | 17.5 | 2.5 | 6.2  | .406 |    |     |     | 2.5 | 6.2  | .406 | 1.9 | 2.9 | .675  |    |    | 2.6  | 2.0 |    |     |    | 2.4 | 7.0  |
| 12 | Kenny Sears       | 29   | 23 |    | 15.6 | 2.1 | 4.0  | .522 |    |     |     | 2.1 | 4.0  | .522 | 1.1 | 2.0 | .565  |    |    | 2.9  | 1.7 |    |     |    | 1.3 | 5.3  |
| 13 | John Rudometkin   | 22   | 56 |    | 10.2 | 1.9 | 5.5  | .352 |    |     |     | 1.9 | 5.5  | .352 | 1.3 | 1.7 | .768  |    |    | 2.7  | 0.5 |    |     |    | 1.0 | 5.2  |
| 14 | Tom Stith         | 24   | 25 |    | 8.4  | 1.5 | 4.4  | .336 |    |     |     | 1.5 | 4.4  | .336 | 0.1 | 0.4 | .300  |    |    | 1.6  | 0.7 |    |     |    | 0.9 | 3.1  |
| 15 | Jack Foley        | 23   | 6  |    | 6.2  | 1.2 | 4.2  | .280 |    |     |     | 1.2 | 4.2  | .280 | 1.2 | 1.2 | 1.000 |    |    | 1.5  | 0.8 |    |     |    | 0.8 | 3.5  |
| 16 | Cleveland Buckner | 24   | 6  |    | 4.5  | 0.8 | 1.7  | .500 |    |     |     | 0.8 | 1.7  | .500 | 0.3 | 0.7 | .500  |    |    | 0.7  | 0.8 |    |     |    | 1.0 | 2.0  |